# John Melcher
John Melcher, född 6 september 1924 i Sioux City i Iowa, död 12 april 2018 i Missoula i Montana, var en amerikansk demokratisk politiker. Han representerade delstaten Montana i båda kamrarna av USA:s kongress, först i representanthuset 1969–1977 och sedan i senaten 1977–1989.
Melcher studerade vid University of Minnesota. Han tjänstgjorde sedan i USA:s armé i andra världskriget. Han avlade 1950 sin examen i veterinärmedicin vid Iowa State University. Han arbetade sedan som veterinär i Montana.
Kongressledamoten James Franklin Battin avgick 1969 för att tillträda en federal domarbefattning. Melcher fyllnadsvaldes till representanthuset. Han omvaldes 1970, 1972 och 1974. Senator Mike Mansfield kandiderade inte till omval i senatsvalet 1976. Melcher vann valet och efterträdde Mansfield i senaten i januari 1977. Han omvaldes 1982. Melcher besegrades sedan av republikanen Conrad Burns i senatsvalet 1988.